# أبو منجل حاد الذيل
أبو منجل حاد الذيل(Cercibis oxycerca)هو نوع من الطيور التي تنتمي إلى جنس Cercibis والتي تنتمي إلى فصيلة أبو منجليات ، ويوجد في البرازيل وكولومبيا وغيانا وسورينام وفنزويلا. بيئتها الطبيعية هي شبه الاستوائية أو المدارية الرطبة الموسمية أو الأراضي العشبية والأراضي المنخفضة.